# Korfi
Korfi (griechisch Κορφή), oder Koryfi (griechisch Κορυφή ‚Gipfel‘) ist eine Gemeinde im Bezirk Limassol in der Republik Zypern. Bei der Volkszählung im Jahr 2021 hatte sie 273 Einwohner.

## Lage und Umgebung

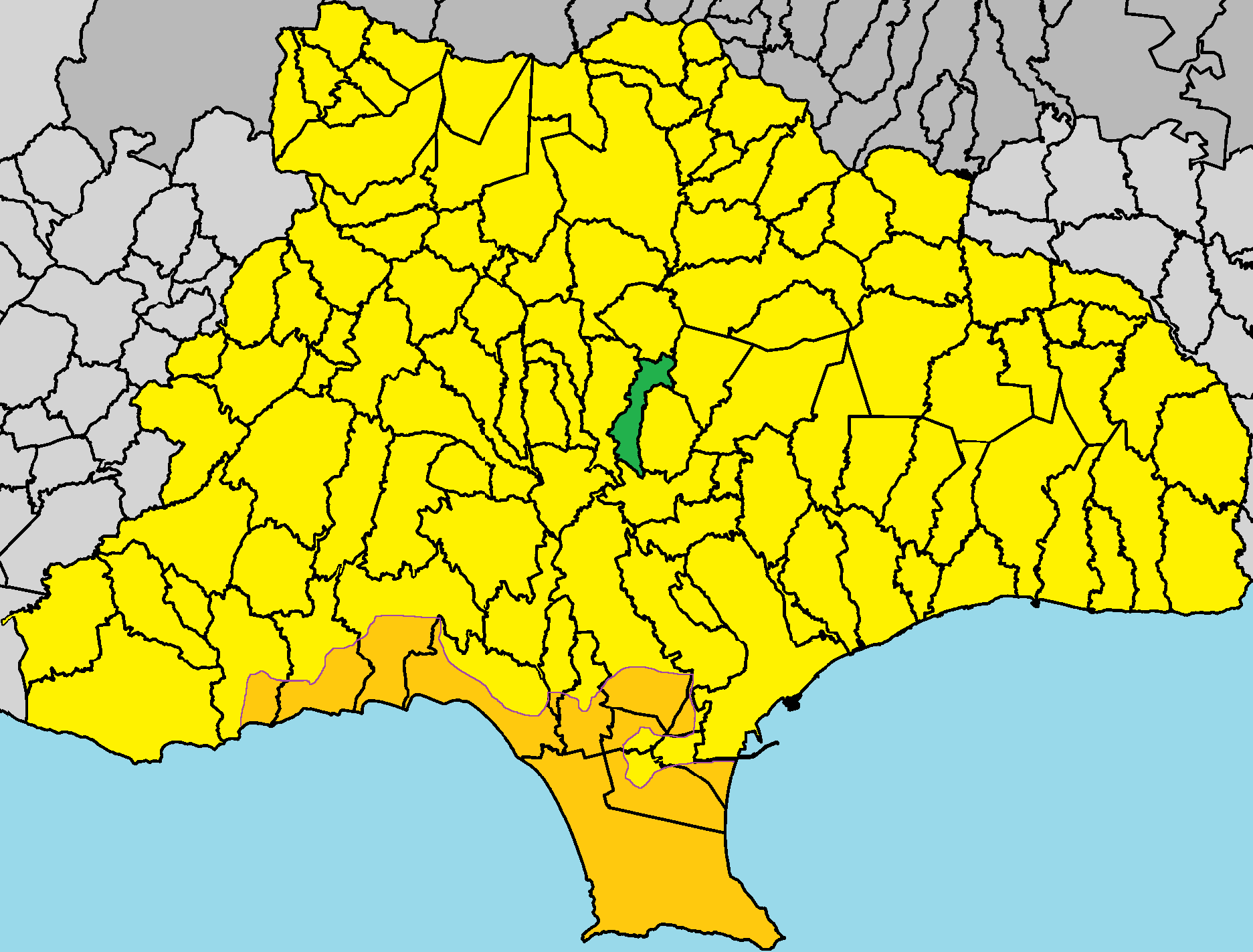
Lage im Bezirk Limassol

Korfi liegt im Süden der Mittelmeerinsel Zypern auf einer Höhe von etwa 550 Metern, etwa 17 Kilometer nordwestlich von Limassol. Das etwa 6 Quadratkilometer große Dorf grenzt im Westen grenzt es an Limnatis, im Norden an Kapilio, im Osten an Gerasa, im Südosten an Apesia und im Süden an Paramytha.
Die Ackerfläche von Korfi umfasst Wein, Getreide, Hülsenfrüchte, Mandeln, Johannisbrot und Oliven. Die großen unbebauten Gebiete bestehen aus wilder natürlicher Vegetation mit wilden Oliven, Seggen, wildem Johannisbrot und Steckrüben.

## Geschichte
Die Siedlung Korfi lag bis 1969 zwei Kilometer nordwestlich des heutigen Ortes. Aufgrund von Erdrutschen, die große Schäden an den Häusern im Dorf anrichteten, beschloss die Regierung, das Dorf an einen höheren Punkt zu verlegen.
Das alte Dorf wird in mittelalterlichen Karten oder Quellen nicht erwähnt. Es ist sehr wahrscheinlich, dass das Dorf während der türkischen Besatzung entstand. Seinen Namen verdankt es der Tatsache, dass es auf einem Berg gebaut wurde.

### Bevölkerungsentwicklung
| Jahr      | 1881 | 1891 | 1901 | 1911 | 1921 | 1931 | 1946 | 1960 | 1976 | 1982 | 1992 | 2001 | 2011 | 2021 |
| Einwohner | 103  | 133  | 129  | 147  | 143  | 139  | 164  | 171  | 170  | 174  | 159  | 165  | 199  | 273  |